# Morti nel 1986/Dicembre
| Questa pagina contiene informazioni ricavate automaticamente dalle voci biografiche con l'ausilio del template Bio e di un bot. L'aggiornamento è periodico e automatico e ricostruisce completamente la pagina. Se manca una persona in questa lista, sei pregato di non aggiungerla, ma accertati piuttosto che la sua voce biografica contenga il template Bio e che i dati anagrafici siano correttamente compilati. Se il template Bio manca, inseriscilo tu stesso o, in alternativa, metti l'avviso {{tmp\|Bio}} che ne segnala la mancanza. Se i dati riportati sono sbagliati, correggi direttamente la voce biografica; le modifiche saranno visibili in questa lista entro pochi giorni. Per chiarimenti vedi il progetto biografie. La lista contiene solo le 116 persone che sono citate nell'enciclopedia e per le quali è stato implementato correttamente il template Bio. Pagina aggiornata al 3 mar 2024. |

- 1º dicembre - Lee Dorsey, cantante statunitense (n. 1926)
- 1º dicembre - Horace Heidt, pianista statunitense (n. 1901)
- 1º dicembre - Bobby Layne, giocatore di football americano statunitense (n. 1926)
- 1º dicembre - Frank McCarthy, generale e produttore cinematografico statunitense (n. 1912)
- 2 dicembre - Desi Arnaz, attore, comico e musicista cubano (n. 1917)
- 2 dicembre - Ottavia Penna Buscemi, politica italiana (n. 1907)
- 2 dicembre - Ken Scott, attore statunitense (n. 1928)
- 2 dicembre - Arvid Thörn, calciatore svedese (n. 1911)
- 3 dicembre - Austin Hayes, calciatore irlandese (n. 1958)
- 3 dicembre - Jiří Taufer, poeta cecoslovacco (n. 1911)
- 4 dicembre - Domenico Attianese, poliziotto italiano (n. 1941)
- 4 dicembre - Sereno Gianesello, allenatore di calcio e calciatore italiano (n. 1912)
- 5 dicembre - Theodor Kretschmer, generale tedesco (n. 1901)
- 5 dicembre - Nicolò Rasmo, storico dell'arte italiano (n. 1909)
- 5 dicembre - Lê Trọng Tấn, generale e politico vietnamita (n. 1914)
- 7 dicembre - Enrico Arrigoni, anarchico italiano (n. 1894)
- 7 dicembre - Charlotte Bara, ballerina tedesca (n. 1901)
- 7 dicembre - Roberto Bianchi Montero, regista, sceneggiatore e attore italiano (n. 1907)
- 7 dicembre - Franco Ferrai, artista italiano (n. 1910)
- 7 dicembre - Luigi Gabba, calciatore italiano (n. 1906)
- 7 dicembre - Pietro Ghizzardi, pittore e scrittore italiano (n. 1906)
- 7 dicembre - Concha Méndez, poetessa spagnola (n. 1898)
- 7 dicembre - Aleksandr Vasilevič Saričev, compositore di scacchi sovietico (n. 1909)
- 7 dicembre - Albert Schwartz, nuotatore statunitense (n. 1907)
- 8 dicembre - Ernst Biberstein, militare tedesco (n. 1899)
- 8 dicembre - Ernest Gross, calciatore francese (n. 1902)
- 8 dicembre - Anatolij Marčenko, scrittore e attivista sovietico (n. 1938)
- 8 dicembre - Karl Plattner, pittore italiano (n. 1919)
- 8 dicembre - Angelo Fausto Vallainc, vescovo cattolico italiano (n. 1916)
- 9 dicembre - Gianna Boschi, pittrice italiana (n. 1913)
- 9 dicembre - Antonio Cardile, pittore, scultore e incisore italiano (n. 1914)
- 10 dicembre - Géza Bajári, cestista ungherese (n. 1919)
- 10 dicembre - Susan Cabot, attrice statunitense (n. 1927)
- 10 dicembre - Ricardo Carmona, fisico spagnolo (n. 1948)
- 10 dicembre - Bruno Mora, calciatore e allenatore di calcio italiano (n. 1937)
- 10 dicembre - Rino Pucci, pistard italiano (n. 1922)
- 10 dicembre - Victor Guillermo Ramos Rangel, musicista e compositore venezuelano (n. 1911)
- 12 dicembre - Sergio Bettini, storico dell'arte italiano (n. 1905)
- 12 dicembre - Alberto Del Nero, politico italiano (n. 1918)
- 12 dicembre - Harry Owens, compositore statunitense (n. 1902)
- 12 dicembre - Alexander Hanchett Smith, micologo e agronomo statunitense (n. 1904)
- 13 dicembre - Heather Angel, attrice e doppiatrice britannica (n. 1909)
- 13 dicembre - Ella Baker, attivista statunitense (n. 1903)
- 13 dicembre - Kuwasi Balagoon, anarchico, attivista e criminale statunitense (n. 1946)
- 13 dicembre - Smita Patil, attrice indiana (n. 1955)
- 13 dicembre - Kim Peyton, nuotatrice statunitense (n. 1957)
- 13 dicembre - Luigi Zuppante, politico italiano (n. 1903)
- 14 dicembre - Aleksej Guščin, tiratore a segno sovietico (n. 1922)
- 14 dicembre - Dick Mehen, cestista statunitense (n. 1922)
- 14 dicembre - Giusto Pinzani, artigiano italiano (n. 1897)
- 14 dicembre - Antal Páger, attore ungherese (n. 1899)
- 15 dicembre - Seymour Lipton, scultore statunitense (n. 1903)
- 15 dicembre - Serge Lifar, ballerino e coreografo russo (n. 1905)
- 15 dicembre - Michael Rutzgis, cestista e allenatore di pallacanestro statunitense (n. 1915)
- 15 dicembre - John Zaremba, attore statunitense (n. 1908)
- 16 dicembre - Oleg Gončarenko, pattinatore di velocità su ghiaccio sovietico (n. 1931)
- 16 dicembre - Amleto Miniati, calciatore italiano (n. 1908)
- 16 dicembre - Pasquale Quaremba, vescovo cattolico italiano (n. 1905)
- 16 dicembre - Carlo Venturi, fisarmonicista italiano (n. 1943)
- 17 dicembre - Giancarlo Asteo, cestista e allenatore di pallacanestro italiano (n. 1933)
- 17 dicembre - Guillermo Cano Isaza, giornalista colombiano (n. 1925)
- 17 dicembre - Władysław Moes, nobile polacco (n. 1900)
- 17 dicembre - Andrea Viglongo, editore e giornalista italiano (n. 1900)
- 18 dicembre - George Amy, montatore, regista e produttore cinematografico statunitense (n. 1903)
- 18 dicembre - Alain Caron, hockeista su ghiaccio canadese (n. 1938)
- 18 dicembre - Mamo Clark, attrice statunitense (n. 1914)
- 18 dicembre - Ulrico Girardi, bobbista italiano (n. 1930)
- 19 dicembre - Virginia Andrews, scrittrice statunitense (n. 1923)
- 19 dicembre - Willy Favre, sciatore alpino svizzero (n. 1943)
- 19 dicembre - Domingo García Heredia, calciatore peruviano (n. 1904)
- 19 dicembre - Roger Grove, giocatore di football americano statunitense (n. 1908)
- 19 dicembre - Avelar Brandão Vilela, cardinale e arcivescovo cattolico brasiliano (n. 1912)
- 20 dicembre - Rossella Como, attrice italiana (n. 1939)
- 20 dicembre - Quirino Russo, politico e avvocato italiano (n. 1921)
- 21 dicembre - Umberto Donà, calciatore italiano (n. 1894)
- 21 dicembre - Sven-Ove Svensson, calciatore svedese (n. 1922)
- 22 dicembre - Nii Amaa Ollennu, politico ghanese (n. 1906)
- 22 dicembre - Mary Burchell, attivista e scrittrice britannica (n. 1904)
- 22 dicembre - Maurice Grosser, pittore, critico d'arte e scenografo statunitense (n. 1903)
- 22 dicembre - Harvey Stephens, attore statunitense (n. 1901)
- 23 dicembre - Dante Sciacqui, basso italiano (n. 1894)
- 23 dicembre - R. Gordon Wasson (n. 1898)
- 24 dicembre - Gardner Fox, fumettista e scrittore statunitense (n. 1911)
- 24 dicembre - Gerda Munck, schermitrice danese (n. 1901)
- 24 dicembre - Agostino Rigi Luperti, agronomo italiano (n. 1906)
- 24 dicembre - Aleksandrs Vanags, calciatore e cestista lettone (n. 1919)
- 24 dicembre - Albert Widmann, militare tedesco (n. 1912)
- 24 dicembre - Richard van der Riet Woolley, astronomo britannico (n. 1906)
- 25 dicembre - Omraam Mikhaël Aïvanhov, filosofo e pedagogo bulgaro (n. 1900)
- 25 dicembre - Mohamed El Kassab, medico tunisino (n. 1926)
- 25 dicembre - Remo Prandini, presbitero e missionario italiano (n. 1942)
- 25 dicembre - Hamao Umezawa, medico giapponese (n. 1914)
- 25 dicembre - Friedrich von Ledebur, attore austriaco (n. 1900)
- 26 dicembre - Angelo Bioletto, fumettista italiano (n. 1906)
- 26 dicembre - Carlo Dani, dirigente sportivo e arbitro di calcio italiano (n. 1896)
- 26 dicembre - Carmine De Angelis, pittore italiano (n. 1923)
- 26 dicembre - Giusto Fegiz, medico italiano (n. 1899)
- 26 dicembre - Håkon Gundersen, calciatore norvegese (n. 1907)
- 26 dicembre - Elsa Lanchester, attrice britannica (n. 1902)
- 27 dicembre - André de Cayeux de Senarpont, geologo e paleontologo francese (n. 1907)
- 27 dicembre - George Dangerfield, giornalista e storico inglese (n. 1904)
- 27 dicembre - Dumas Malone, storico statunitense (n. 1892)
- 27 dicembre - Jolando Nuzzi, vescovo cattolico italiano (n. 1911)
- 27 dicembre - Semën Ržiščin, siepista sovietico (n. 1933)
- 27 dicembre - Louis Van Lint, pittore belga (n. 1909)
- 28 dicembre - Domenico Chiaramello, politico italiano (n. 1897)
- 28 dicembre - John D. MacDonald, scrittore statunitense (n. 1916)
- 29 dicembre - Ferruccio Barreca, archeologo italiano (n. 1923)
- 29 dicembre - Harold Macmillan, politico, militare e nobile inglese (n. 1894)
- 29 dicembre - Pietro Parente, cardinale, arcivescovo cattolico e teologo italiano (n. 1891)
- 29 dicembre - Andrej Tarkovskij, regista, sceneggiatore e montatore sovietico (n. 1932)
- 31 dicembre - Rajmund Badó, lottatore ungherese (n. 1902)
- 31 dicembre - Piero Chiara, scrittore italiano (n. 1913)
- 31 dicembre - Lloyd Haynes, attore statunitense (n. 1934)
- 31 dicembre - Mauro Simonetti, ciclista su strada italiano (n. 1948)
- 31 dicembre - Edoardo Toniolo, attore italiano (n. 1907)